# Chloropsina obscura
Chloropsina obscura är en tvåvingeart som beskrevs av Spencer 1986. Chloropsina obscura ingår i släktet Chloropsina och familjen fritflugor. Inga underarter finns listade i Catalogue of Life.